# Forgotten Sunrise
Forgotten Sunrise ist eine estnische Synthiepop-Band, die Anfang der 1990er Jahre in Tallinn gegründet wurde. Die erste Veröffentlichung (Behind The Abysmal Sky, 1993 im Selbstverlag) war stilistisch noch im Death Doom verankert, später wandelte sich die Band zum Synthiepop-Act.

## Diskografie
- 1993: Behind the Abysmal Sky (Eigenverlag)
- 2004: Ru:mipu:dus (My Kingdom Music)
- 2007: Willand (My Kingdom Music)
- 2013: Cretinism (Out of Line)